# Alfredo Gil
Alfredo Bojalil Gil, conocido como Alfredo Gil o El Güero Gil (Teziutlán, Puebla, 5 de agosto de 1915 - Ciudad de México, 10 de octubre de 1999), fue un cantante y compositor mexicano.

## Datos biográficos
Hijo de Felipe Julián Bojalil, inmigrante libanés, y de Carmen Gil, tuvo dos hermanos y tres hermanas, y todos desarrollaron amor por la música. Para fines comerciales, sustituyó su apellido paterno, de origen libanés, por su apellido materno, de origen español.
Por deseos de su padre, se dedicó a cortar el cabello, y allí aprendió a tocar la mandolina. Descubrió luego su gusto por la guitarra, pero su interés por la mandolina lo llevó a ser compositor. En 1940, su hermano Felipe Gil, quien ya era conocido como El Charro Gil y sus Caporales, lo invitó a que lo acompañara en una gira por Nueva York. Allí conoció a Jesús Chucho Navarro Moreno, también mexicano, quien desde 1936 ingresó al grupo de Felipe. Felipe regresó a México, pero Alfredo y Chucho se quedaron en Nueva York hasta que se volvieron famosos en 1944 y crearon, junto con Hernando Avilés, puertorriqueño, el Trío Los Panchos, en el que permaneció desde ese año hasta 1981.[cita requerida]
Fue la tercera voz del trío, y se le recuerda en particular por su gran dominio del requinto, instrumento pequeño de gran registro creado por él para reforzar las introducciones y los pasajes instrumentales de cada canción. Afinado en un intervalo de cuarta justa o perfecta más alto que la guitarra, se trata de una guitarra más pequeña con un tono más agudo, muy característico de Los Panchos.[cita requerida]
Como compositor, son famosos muchos de sus boleros, como Caminemos, Sin un amor, Hija de la mala vida, Basura, Tu ausencia, Solo, Cien mujeres, Me castiga Dios, No trates de mentir, Ni que sí, ni quizá ni que no, Un siglo de ausencia, Ya es muy tarde, Loco, Mi último fracaso, No te vayas sin mí, y Lodo, conocido también como Si tú me dices ven, entre muchos otros.